# ʽ
L’apostrophe réfléchie, aussi appelée esprit rude ou ain, ou même virgule réfléchie (majuscule et minuscule : ʽ) est une lettre additionnelle de l’alphabet latin utilisée dans plusieurs systèmes de translittération ou transcription. Elle a généralement la forme de l’esprit rude ou de l’apostrophe.

## Représentations informatiques
L’apostrophe réfléchie et l’ain peuvent être représentés avec les caractères Unicode suivants :
| lettres      | représentations | chaînes de caractères | points de code | descriptions                          |
| ------------ | --------------- | --------------------- | -------------- | ------------------------------------- |
| modificative | ʽ               | ʽ                     | U+02BD         | lettre modificative virgule réfléchie |